# Coupe panaméricaine féminine de volley-ball
La Coupe panaméricaine de volley-ball féminin est une compétition organisée par la NORCECA comprenant des équipes de toute l'Amérique (du Nord, du Sud, Centrale, et des Caraïbes) et qualificative pour le Grand Prix mondial. Elle donne une place pour la meilleure équipe d'Amérique du Sud et trois places pour les équipes NORCECA. Le Brésil a toujours participé à la compétition avec de jeunes joueuses.

## Palmarès
| Année | Lieu                       | Champion               | Finaliste              | Troisième              | Quatrième              |
| ----- | -------------------------- | ---------------------- | ---------------------- | ---------------------- | ---------------------- |
| 2002  | Tijuana                    | Cuba                   | République dominicaine | Canada                 | Mexique                |
| 2003  | Saltillo                   | États-Unis             | République dominicaine | Cuba                   | Brésil                 |
| 2004  | Tijuana/Mexicali           | Cuba                   | États-Unis             | République dominicaine | Brésil                 |
| 2005  | Saint-Domingue             | Cuba                   | République dominicaine | Brésil                 | États-Unis             |
| 2006  | San Juan                   | Brésil                 | Cuba                   | République dominicaine | États-Unis             |
| 2007  | Colima                     | Cuba                   | Brésil                 | République dominicaine | États-Unis             |
| 2008  | Tijuana/Mexicali           | République dominicaine | Brésil                 | Argentine              | Porto Rico             |
| 2009  | Miami                      | Brésil                 | République dominicaine | Porto Rico             | États-Unis             |
| 2010  | Tijuana/Rosarito           | République dominicaine | Pérou                  | États-Unis             | Cuba                   |
| 2011  | Ciudad Juárez              | Brésil                 | République dominicaine | États-Unis             | Cuba                   |
| 2012  | Ciudad Juárez              | États-Unis             | Brésil                 | Cuba                   | République dominicaine |
| 2013  | Iquitos/Lima/Huacho/Callao | États-Unis             | République dominicaine | Argentine              | Brésil                 |
| 2014  | Mexico/Pachuca             | République dominicaine | États-Unis             | Porto Rico             | Argentine              |
| 2015  | Lima/Callao                | États-Unis             | République dominicaine | Argentine              | Cuba                   |
| 2016  | Saint-Domingue             | République dominicaine | Porto Rico             | États-Unis             | Cuba                   |
| 2017  | Lima/Cañete                | États-Unis             | République dominicaine | Porto Rico             | Pérou                  |
| 2018  | Saint-Domingue             | États-Unis             | République dominicaine | Canada                 | Brésil                 |
| 2019  | Trujillo/Chiclayo          | États-Unis             | République dominicaine | Colombie               | Porto Rico             |

## Tableau des médailles
| Rang | Pays                   | Médaille d'or | Médaille d'argent | Médaille de bronze | Total |
| 1    | États-Unis             | 7             | 2                 | 3                  | 12    |
| 2    | République dominicaine | 4             | 10                | 3                  | 17    |
| 3    | Cuba                   | 4             | 1                 | 2                  | 7     |
| 4    | Brésil                 | 3             | 3                 | 1                  | 7     |
| 5    | Porto Rico             | 0             | 1                 | 3                  | 4     |
| 6    | Pérou                  | 0             | 1                 | 0                  | 1     |
| 7    | Argentine              | 0             | 0                 | 3                  | 3     |
| 8    | Canada                 | 0             | 0                 | 2                  | 2     |
| 9    | Colombie               | 0             | 0                 | 1                  | 1     |

## Meilleures joueuses par tournoi
- 2002 –  Yumilka Ruiz
- 2003 –  Milagros Cabral
- 2004 –  Zoila Barros
- 2005 –  Yudelkys Bautista
- 2006 –  Marianne Steinbrecher
- 2007 –  Nancy Carrillo
- 2008 –  Sidarka Núñez
- 2009 –  Bethania De La Cruz
- 2010 –  Prisilla Rivera
- 2011 –  Sheilla Castro
- 2012 –  Kristin Hildebrand
- 2013 –  Nicole Fawcett
- 2014 –  Brenda Castillo
- 2015 –  Krista Vansant
- 2016 –  Brayelin Martínez
- 2017 –  Micha Hancock
- 2018 –  Lauren Carlini
- 2019 –  Micha Hancock